# ان‌جی‌سی ۶۶
ان‌جی‌سی ۶۶ (به انگلیسی: NGC 66) یک کهکشان مارپیچی با قدر ظاهری ۱۳٫۵ است که در صورت فلکی نهنگ قرار دارد.